# Chile ved vinter-PL 2018
Chile deltog ved vinter-PL 2018 i Pyeongchang, Sydkorea i perioden 9.-18. marts 2018.
Chile sendte 4 atleter til vinter-PL 2018.

## Medaljer
| 2018 Pyeongchang | Guld | Sølv | Bronze | Total |
| Chile            | 0    | 0    | 0      | 0     |